# بوميروي ويلز باورز
بوميروي ويلز باورز هو محامي وسياسي أمريكي، ولد في 1853، وتوفي في 1916. نشط حزبياً في الحزب الجمهوري.